# Neogymnobates parvisetiger
Neogymnobates parvisetiger är en kvalsterart som först beskrevs av Aoki 1974.  Neogymnobates parvisetiger ingår i släktet Neogymnobates och familjen Ceratozetidae. Inga underarter finns listade i Catalogue of Life.